# Xysticus acquiescens
Xysticus acquiescens là một loài nhện trong họ Thomisidae.
Loài này thuộc chi Xysticus. Xysticus acquiescens được James Henry Emerton miêu tả năm 1919.